# 비버리 힐스 캅: 액셀 F
《비버리 힐스 캅: 액셀 F》(영어: Beverly Hills Cop: Axel Foley)는 2024년 공개된 미국의 액션 코미디 영화이다. 비버리 힐스 캅 시리즈 네 번째 영화로, 1994년 영화 《비버리 힐스 캅 3》을 잇는 후속 작품이다.

## 출연
- 에디 머피 - 액설 폴리 역
- 조지프 고든레빗 - 보비 애벗 형사 역
- 테일러 페이지 - 제인 손더스 역
- 저지 라인홀드 - 빌리 로즈우드 역
- 존 애슈턴 - 존 태거트 서장 역
- 폴 라이저 - 제프리 프리드먼 부서장 역
- 브론슨 핀초 - 서지 역
- 케빈 베이컨 - 케이드 그랜트 경감 역
- 마크 펠러그리노 - 벡 역
- 나심 페드라드 - 애슐리 데라로자 역
- 루이스 구스만 - 찰리노 발데모로 역
- 크리스토퍼 맥도널드 - 골프 치는 남자 역
- 퍼트리샤 벨처

## 기타 제작진
- 총괄 제작: 멀리사 리드